# Șenderiv, Tîvriv
Șenderiv (în ucraineană Шендерів) este localitatea de reședință a comunei Șenderiv din raionul Tîvriv, regiunea Vinnița, Ucraina.

## Demografie
Componența lingvistică a localității Șenderiv
     Ucraineană (97,14%)
     Rusă (2,14%)
Conform recensământului din 2001, majoritatea populației localității Șenderiv era vorbitoare de ucraineană (97,14%), existând în minoritate și vorbitori de rusă (2,14%).